# Harry Lindström
Erik Albin Harry Lindström, född 8 mars 1916 i Åtvids församling, Östergötlands län, död 30 maj 2002 i Täby, var en svensk seminarielärare och ledamot av bibelkommissionen. 
Han studerade vid Svenska Missionsförbundets missionsskola 1939–1943 och tjänstgjorde som pastor vid Andreaskyrkan i Stockholm 1943–1946 och i Saltsjöbaden 1946–1949. Han blev vikarierande lärare vid Missionsskolan, sedermera Teologiska seminariet, på Lidingö från vårterminen 1950 och var ordinarie lärare 1951–1981.
Efter studentexamen 1945 blev han filosofie kandidat 1950, filosofie magister 1955, filosofie licentiat 1965 och disputerade vid 81 års ålder 1997 i litteraturvetenskap vid Uppsala universitet med en avhandling titulerad I livsfrågornas spänningsfält : om P Waldenströms Brukspatron Adamsson - populär folkbok och allegorisk roman. Avhandlingen är en monografi över P.P. Waldenströms populära bok Brukspatron Adamsson.
Vid sidan av sin lärargärning hade han en del uppdrag varav framför allt kan nämnas att han var ledamot av Bibelkommissionen från dess inrättade 1973 till 2001, vice ordförande från 1982. Hans personarkiv finns deponerat på Riksarkivet.
Harry Lindström finns representerad i Den svenska psalmboken 1986 med bearbetningar till två verk (nr 109 och 180). Han är begravd på Holmedals kyrkogård.

## Psalmer
- Det susar genom livets strid, ursprungstext av Carl Boberg (1986 nr 109), bearbetning 1984
- Var dag är en sällsam gåva (1986 nr 180), bearbetning 1984